# Богоссян, Хоакин
Хоаки́н Анто́нио Богосся́н Лоре́нсо (исп. Joaquín Antonio Boghossian Lorenzo; род. 19 июня 1987[…], Монтевидео) — уругвайский футболист, главный тренер клуба «Альбион».

## Биография

### Клубная карьера
Хоакин Богоссян родился в Монтевидео 19 июня 1987 года, где и начал свою карьеру в клубе «Серро». В 2005 году он дебютировал в первом дивизионе и 4 года спустя, благодаря своему большому таланту и бомбардирским способностям, переехал в Аргентину. В уругвайской Примере 2009 года он забил 23 мяча в 55 матчах и помог клубу «Серро» квалифицироваться в Кубок Либертадорес через Кубок Артигаса, став его лучшим бомбардиром.
В 2009 году он перешёл в «Ньюэллс Олд Бойз». В аргентинском чемпионате Богоссян забил 11 мячей в 18 матчах, став лучшим бомбардиром команды и одним из лучших в чемпионате.
Летом 2010 года, после аренды в «Ньюэллс Олд Бойз», Богоссян перешёл в австрийский «Ред Булл Зальцбург», чемпиона австрийской бундеслиги, с которым подписал 4-летний контракт. Однако за сезон, проведённый в Зальцбурге, Богоссян не показал активности, которая присутствовала за время выступления в предыдущем клубе. В 18 матчах был забит лишь один мяч. Посему у руководства возникло желание отправить игрока в аренду.
В услугах Богоссяна были заинтересованы такие клубы, как парагвайская «Олимпия», уругвайский «Насьональ» и греческий ПАОК. Позже появилась информация из ряда уругвайских СМИ о том, что игрок, скорее всего, перейдёт в ПАОК. Клуб предложил 350 000 евро и годичный контракт с сохранением той зарплаты, которую Богоссян получал в составе «Ред Булла». Информация оказалась недостоверной, а сам Богоссян перешёл в «Насьональ», где стал по итогам сезона 2011/12 чемпионом Уругвая.
В 2013 году перешёл в бельгийский «Серкль Брюгге», сыграл там всего 6 матчей, забив гол только в одном.
С 2013 по 2014 год играл в аргентинском «Кильмесе», сыграв 24 матча, забив 2 гола.
В 2014 году подписал контракт с «Дефенсор Спортингом», сыграл 5 матчей, поразил ворота соперника один раз.
Уже в 2015 году перешёл в «Серро», играл там два года. Из 23 матчей забил 4 гола. В 2016 году ушёл в аренду в «Арсенал» (Саранди), сыграл 16 матчей, забив 3 гола.
В 2017 году переходит в «Атлетико Сармьенто», играет за клуб год, проведя 12 матчей.
Спустя год подписывает контракт с перуанским «Спорт Уанкайо», проводит там 17 матчей, в трёх из которых отличается голом.
В 2019 году поменял 2 клуба: сыграл 11 матчей в «Пласа Колонии», забив один гол, и в «Суд Америка», проведя там 10 матчей.
В 2020 году завершил карьеру в «Серро» — клубе, где начинал свою профессиональную карьеру игрока.

### Карьера в сборной
В 2007 году Богоссян сыграл за молодёжную сборную Уругвая до 20 лет. А в сборную Уругвая он не попал из-за сильных конкурентов нападающих, таких как Диего Форлан, Луис Суарес и Эдинсон Кавани. По его словам, если главный тренер сборного Уругвая не позовёт его на ЧМ-2010 в Южной Африке, то он будет играть за национальную сборную Армении, однако позже выяснилось, что он пытался воздействовать на тренера сборной Уругвая, а за Армению играть не собирался.

## Титулы

### Командные достижения
«Насьональ»
- Чемпион Уругвая: 2011/12